# Stanley Mburu
Stanley Waithaka Mburu (9 de abril de 2000) es un deportista keniano que compite en atletismo, especialista en las carreras de fondo. Ganó una medalla de plata en el Campeonato Mundial de Atletismo de 2022, en la prueba de 10 000 m.

## Palmarés internacional
| Campeonato Mundial | Campeonato Mundial      | Campeonato Mundial | Campeonato Mundial |
| Año                | Lugar                   | Medalla            | Prueba             |
| ------------------ | ----------------------- | ------------------ | ------------------ |
| 2022               | Eugene (Estados Unidos) | Medalla de plata   | 10 000 m           |